# Fundraising-Dinner
Unter einem Fundraising-Dinner hat man in erster Linie eine Methode der Wahlkampffinanzierung in den USA zu verstehen, die in den Vereinigten Staaten seit den 1920er-Jahren verstärkt eingesetzt wird, um die Finanzierungsanlaufphase zu überbrücken.
Dabei kann nach der Zahlung eines relativ hohen Eintrittsgeldes zwischen 1000 und 50.000 US-Dollar im Beisein von bekannten Politikern und Kandidaten der jeweiligen Partei ein Abendessen verzehrt werden. Als zusätzliches Unterhaltungsprogramm sind nach kürzeren Reden der Kandidaten Darbietungen nahestehender Schauspieler oder Musiker üblich.
Wie alle anderen Spenden über zehn Dollar müssen diese nach der Novellierung des Federal Election Campaign Act von 1974 offengelegt werden und – sobald sie 100 Dollar überschreiten – mit der Angabe von Name, Adresse, Beruf und Beschäftigungsort des Spenders zur Überprüfung vorgelegt werden.
Diese Methode ist weit verbreitet, wurde in einigen Filmen wie „In the Line of Fire“ (1993) von Wolfgang Petersen mit Clint Eastwood und John Malkovich sogar ins Bewusstsein der außeramerikanischen Öffentlichkeit getragen, als dieser einen jener Veranstaltungen für ein Attentat nutzen wollte.
Seit einigen Jahren beginnt sich diese Methode der Fördermittelbeschaffung auch in Europa durchzusetzen, hier aber in erster Linie bei Stiftungen.